# William Spencer (2e baron Spencer)
Pour les articles homonymes, voir William Spencer et Spencer.
William Spencer, 2e baron Spencer de Wormleighton (baptisé le 4 janvier 1591 - 19 décembre 1636) est un noble anglais, homme politique et pair de la famille Spencer.

## Biographie
Il est le fils de Robert Spencer (1er baron Spencer de Wormleighton) et de son épouse, Margaret Willoughby, et est baptisé le 4 janvier 1591 à Brington, Northamptonshire. Il fréquente le Magdalen College d'Oxford et devient député de Brackley en 1614, pour le Northamptonshire (1620-1622 et 1624-1627). Du 6 mai 1618 à 1621, il occupe le poste de sous-lieutenant du Northamptonshire. Le 25 octobre 1627, il devient 2e baron Spencer de Wormleighton.

## Famille
Lord Spencer épouse Penelope Wriothesley, fille de Henry Wriothesley (3e comte de Southampton) et Elizabeth Vernon en 1615, avec qui il a trois fils et trois filles. Il est décédé en décembre 1636, à l'âge de 45 ans, et est remplacé par son fils aîné, Henry, qui est créé comte de Sunderland en 1643. Le deuxième fils de lord Spencer, Robert Spencer (1er vicomte Teviot), est créé vicomte Teviot en 1685. Sa fille Margaret est la troisième épouse de l'éminent homme d'État Anthony Ashley-Cooper (1er comte de Shaftesbury). Une autre fille, Elizabeth, épouse John Craven (1er baron Craven de Ryton). Une autre fille, Alice, épouse Henry Moore (1er comte de Drogheda).